# Мальва (фільм)
«Мальва» (рос. «Мальва») — український радянський художній фільм 1956 року режисера Володимира Брауна за мотивами оповідань Максима Горького «Мальва» та «Два босяки».

## Сюжет
Селянин Василь, залишивши дружину і сина Якова, пішов з села і зайнявся рибним промислом. Забувши про сім'ю, зійшовся з красунею Мальвою і зажив безтурботним життям. Яків виріс і приїхав до батька…

## У ролях
- Дзідра Рітенберга — Мальва
- Павло Усовніченко — Василь
- Анатолій Ігнатьєв — Яків
- Геннадій Юхтін — Сергійко
- Аркадій Толбузін — прикажчик
- Іван Матвєєв — Степок

## Творча група
- Автор сценарію: Микола Коварський
- Режисер: Володимир Браун
- Оператор: Володимир Войтенко
- Композитор: Ігор Шамо